# Eichstegen
Eichstegen è un comune tedesco di 526 abitanti situato nel land del Baden-Württemberg.